# آفتر ذا جايم (فلم)
آفتر ذا جايم هو فيلم درامي / غموض جديد صدر عام 1997م من إخراج بروستر ماكويليامز وبطولة فرانك غورشين وستانلي ديسانتيس وسام أندرسون ومايك، من إنتاج روبرت بيترز وروي وينيك. كتب السيناريو بروستر ماكويليامز.

## القصة
يموت المقامر المسن بيني والش في حادث سيارة مريب بعد أكبر فوز بوكر في حياته. يأتي ابنه كلايد إلى بلدة نيفادا بحثًا عن إجابات. يكتشف أن كل من رفاق أبيه الذين يلعبون القمار لهم سبب في موته.

## الممثلون
- فرانك جورشين في دور بيني والش
- ستانلي ديسانتيس بدور فرانك برتيني
- سام أندرسون في دور جيمي والش
- مايك جينوفيز في دور سام كوالسكي
- سوزان ترايلور في دور فيرونيكا كوالسكي
- ريتشارد لينباك مثل سليم ، الساقي
- دونا اسكرا بدور دوللي
- روبرت دوباك في دور كلايد والش
- لو راولز في دور مشرف المشرحة
- دانيال زاكابا في دور المحقق جارسيا
- هدسون ليك في دور جريس

## روابط خارجية
- مقالات تستعمل روابط فنية بلا صلة مع ويكي بيانات